# Молодёжное муниципальное образование (Саратовская область)
Молодёжное муниципальное образование — сельское поселение в составе Перелюбского района Саратовской области.
Административный центр — посёлок Молодёжный. На территории поселения находятся 3 населённых пункта — 2 посёлка, 1 село.

## Население
| 2010  | 2011  | 2012  | 2013  | 2014  | 2015  | 2016  |
| ----- | ----- | ----- | ----- | ----- | ----- | ----- |
| 1180  | ↘1178 | ↘1165 | ↘1134 | ↘1115 | ↘1101 | ↘1073 |
| 2017  | 2018  | 2019  | 2020  | 2021  |       |       |
| ↘1048 | ↘1021 | ↘999  | ↘973  | ↘862  |       |       |

## Состав сельского поселения
| № | Населённый пункт  | Тип населённого пункта          | Население |
| - | ----------------- | ------------------------------- | --------- |
| 1 | Большая Тарасовка | село                            | ↘221      |
| 2 | Гусарка           | посёлок                         | ↘115      |
| 3 | Молодёжный        | посёлок, административный центр | ↘844      |